# El Tanque, delstaten Mexiko
El Tanque är en ort i Mexiko, tillhörande kommunen Nicolás Romero i delstaten Mexiko. El Tanque ligger i den centrala delen av landet och tillhör Mexico Citys storstadsområde. Orten hade 392 invånare vid folkmätningen 2010.